# Nieuwe Zorg (schip, 1905)
De Nieuwe Zorg is een schip van het Varend erfgoed dat wordt gebruikt als wachtschip door de scouts van de Prins Bernhardgroep, waterscouting  
onderdeel van Scouting Vreeswijk, een groep van Scouting Nederland in Nieuwegein, Admiraliteit 12 Neerlands Midden. Het schip wordt op de zomerlocatie voor de opkomsten gebruikt en als clubhuis voor de kampen. Op die manier hebben de scouts altijd hun eigen spullen, keuken en toiletten bij zich. De oudere scouts kunnen er mee leren varen. 

## Het schip
De Nieuwe Zorg is een Friese maatkast, een schip dat in de tijd dat het gebouwd werd de maximale maten voor het varen door de kunstwerken van Friesland had. Het is gebouwd als sleepschip, later kwam er een 1-cilinder diesel in te staan, die het schip door middel van een zijschroef voortbewoog. Een "lamme arm", in het schippersjargon. Als een schip als sleepschip is gebouwd is het altijd een hele uitdaging om met zo'n schip op pad te gaan. Voormalige sleepschepen hebben vaak een slechte achteruit en waaien vlug weg. Het schip heeft een koproer, dat nog steeds wordt gebruikt. De stuurhut zit achterop, wat niet alleen goed zicht op het schip zelf betekent, maar ook op de gesleepte vletten.

## Ligplaatsen
Direct na de aanschaf is er voor het schip een plek gecreëerd op de Lek, in de bovenste dode arm van Hagestein nabij Tull en 't Waal. Na een flink aantal jaren kreeg de groep van Rijkswaterstaat een afgedankt drijfraam, dat vroeger gebruikt werd bij de Prinses Beatrixsluizen. In 2002 werd het drijfraam is door twee stalen palen van zeven meter lang en twee uithouders omgebouwd tot een vaste aanmeerplaats voor de Nieuwe Zorg. 
Deze locatie is ideaal om in de zomer te kunnen zeilen op open water. De zeeverkenners hebben hun opkomst dan elke zaterdagmorgen op de Nieuwe Zorg. De vletten liggen naast het schip en al het losse materiaal kan door de weeks opgeslagen worden in het ruim. 
In de winter heeft het schip een ligplaats in de Vaartsche Rijn in Vreeswijk. Het grotere onderhoud van het schip vindt dan daar plaats. 

## Geschiedenis

### Aanschaf
Bij de scoutinggroep groeide indertijd de behoefte aan een wachtschip. Daar werd geld voor ingezameld en de groep kreeg eind jaren 80 de kans een schip te kopen door middel van een regeling van het Ministerie van Verkeer en Waterstaat, waarmee organisaties met een maatschappelijk belang een schip uit een sloopregeling konden kopen. Rijkswaterstaat verstrekte dan een aantal scheepsnamen. Ook van de Nieuwe Zorg. Voor de groep was het een bekend schip, het lag al eens in Vreeswijk en het zag er dan altijd goed uit.
De groep vond de Nieuwe Zorg onverwacht bij een bezoek aan het Maritiem Buitenmuseum in Rotterdam in de Leuvehaven. In December 1987 werd  het goed onderhouden schip voor iets meer als de oud-ijzerprijs overgenomen, wisselde het van eigenaar en werd het door de familie Suiker en een paar leden van de groep naar Vreeswijk gevaren. 

### Aanpassingen
Ondanks dat het schip een goede lengte-breedte verhouding heeft, naast een mooi groot ruim en brede gangboorden, diende het te worden aanpast voor het gebruik als wachtschip. Het werd eerst schoongemaakt onder de buikdenning. Achterin het ruim werden een trap gemonteerd om veilig in en uit het ruim te kunnen komen en 2 standpijpen gelast met ieder een toiletpot op een verhoging. Vóór in het ruim werd een keuken gebouwd met materiaal om voor vijftig man te kunnen koken, met een bar, 4 gaspitten en 3 watertanks. Het middengedeelte van het ruim werd open gehouden, waarmee er voldoende ruimte over bleef voor activiteiten. Hemelvaartsdag 1988 werd de Nieuwe Zorg gedoopt door toenmalig Tweede Kamerlid Erica Terpstra.
In 1989 was er voldoende geld ingezameld om het schip te voorzien van een stalen dek bij Scheepswerf Buitenweg, om de hoek. Midden in het dek werd een luik vrijgehouden waar net een lelievlet doorheen past. Tegen de onderkant van het dek werden stalen rekken gelast, waarmee bootmaterialen als riemen en zeilen netjes opgeborgen konden worden. 
Met een eenvoudig laad/lostuig konden de vletten gehesen worden. De giek kon op twee manieren geplaatst worden, zodat ook achterop 2 vletten op het dek konden worden geplaatst. Het geheel was net klaar voor het Nawaka van 1989 in Roermond. Vier jaar later had een schipper zijn kapotte autokraan over, die hij had kromgetrokken op zijn Mercedes. Na inkorting en aanpassing bleek deze prima te voldoen om de lelievletten aan en van boord te hijsen.

## Liggers Scheepmetingsdienst[2]
| Meetnummer | District en volgnr. | Meetdatum         | Meetplaats | Lengte [m] | Breedte [m] | Inzinking [m] | Waterverplaatsing [ton] | Naam        | Eigenaar    | Domicilie |
| ---------- | ------------------- | ----------------- | ---------- | ---------- | ----------- | ------------- | ----------------------- | ----------- | ----------- | --------- |
| Zb392N     | Zevenbergen         | –                 | Moerdijk   | 29,84      | 5,77        | –             | 217,138 ton             | NIEUWE ZORG | S. de Groot | Dordrecht |
| A8612N     | Amsterdam           | 25 april 1935     | Amsterdam  | 29,92      | 5,78        | –             | 220,262                 | NIEUWE ZORG | H. Suiker   | Kampen    |
| A15030N    | Amsterdam           | 19 mei 1953       | Amsterdam  | 29,97      | 5,78        | 2,02          | 220,114                 | NIEUWE ZORG | B.D. Suiker | Kampen    |
| A18906N    | Amsterdam           | 22 april 1961     | -          | 30,00      | 5,78        | 2,02          | 211,144                 | NIEUWE ZORG | –           | –         |
| R34327N    | Rotterdam           | 6 mei 1971        | –          | 30,00      | 5,78        | 2,02          | 209,094                 | NIEUWE ZORG | –           | –         |
| GN1128     | Groningen           | 20 september 1984 | -          | 30,00      | 5,78        | 2,02          | 206,096                 | NIEUWE ZORG | -           | -         |